# Der Tölpelhans
Der Tölpelhans ist ein deutsches Fernsehspiel des Fernsehens der DDR von Bodo Schwarz aus dem Jahr 1989. Er basiert auf dem Märchen Tölpel-Hans von Hans Christian Andersen.

## Handlung
Während seine klugen Brüder Melchior und Gregor sich dem täglichen Studium widmen dürfen, muss sich der Tölpelhans um die Arbeiten im Hause seines Vaters kümmern. Aufgrund seiner Ungeschicklichkeit wird er von seiner Familie nur verspottet.
Eines Tages erscheint ein Bote des Königs und verkündet, dass ein Gemahl für dessen Tochter, die Prinzessin Tausendschön, gesucht wird. Während sich seine Brüder sogleich auf Geheiß ihres Vaters bereit machen, räumt Tölpelhans die unordentliche Stube auf. Plötzlich erscheint ihm eine Fee und verkündet, dass sie ihm zu seinem Glück verhelfen will. Sie erscheine den Menschen nur aller sieben Jahre, um demjenigen zu helfen, dem schuldlos Unrecht getan werde und der sich aus eigener Kraft nicht zu helfen wisse.
Tölpelhans ist unsicher, ob die Fee ihm wirklich dazu verhelfen kann das Herz der Prinzessin zu erobern. Zudem kennt er sich in der Welt da draußen eigentlich gar nicht aus. Dennoch schließt er sich seinen Brüdern an und so machen sie sich zu dritt auf den Weg. Im Wald gelangen sie an eine kleine Hütte und Hans will dort den rechten Weg zum Schloss erfragen. In der Hütte wohnt ein seltsames Männlein und fordert Hans auf ihm ein wenig zur Hand zu gehen. Ehe er sich versieht wird er von dem Männlein eingesperrt und sein Hilferuf an die Brüder treibt diese nur in die Flucht. Auf sich allein gestellt, weiß er nicht so recht, wie er sich gegen den Bösewicht zur Wehr setzen soll. Da hilft ihm aber die Fee und es gelingt Hans aus der Hütte zu entkommen. Seine Brüder haben indessen bei einem Müller um ein Mittagessen gebeten. Doch anstatt ihm dafür eine Gegenleistung zu erbringen, speisen sie ihn nur mit klugen Worten ab und machen sich auf und davon. Als Hans dort eintrifft, sieht das ganz anders aus. Er hilft sofort und begnügt sich mit einer Handvoll Körner als Wegzehrung, obwohl ihm der Müller sogar seine Mühle anbietet, wenn er sein Nachfolger werden würde. Seine Brüder holt Hans am Abend ein und befreit sie mit einer List aus den Händen einer Räuberbande. Sie sind überrascht, denn das hätten sie dem ungeschickte Hans gar nicht zugetraut. Allerdings erweisen sie sich als sehr undankbar und schicken ihn schlafen, während sie sich das Essen am Lagerfeuer schmecken lassen und sich allein weiter zum Schloss aufmachen.
Am Königshof sind die ersten Bewerber eingetroffen, die von der Prinzessin auf eine recht ungewöhnliche Probe gestellt werden, indem sie eigentlich nur praktisch Lösungen finden sollen. Alle stellen sich derart unfähig an, dass die Prinzessin alle Bewerber ablehnt. Die klugen Reden von Hans’ Brüdern beeindrucken sie ebenso wenig, wie die auswendig gelernten Hofnachrichten, oder mitgebrachten Brautgeschenke.
Damit Hans noch rechtzeitig zum Schloss gelangt, hilft ihm erneut die Fee. Da Hans sich ganz und gar nicht ungeschickt darin anstellt, sie Aufgaben der Prinzessin zu lösen, ist sie gewillt Hans zu erwählen. Ihrem Vater ist das weniger Recht. Er fordert noch ein Brautgeschenk und einen Beweis, dass er zum Regieren taugt. Die Prinzessin meint allerdings, ihr Vater solle sein Reich teilen, mit wen er mag, sie wolle ihr Leben mit dem teilen, den sie mag. Mit diesen Worten entschwindet sie mit Hans aus dem Schloss. Beide verstecken sich beim Müller und als die Häscher des Königs erscheinen, die ihrem Weg gefolgt waren, zeigt sich die Fee in Gestalt der Prinzessin Tausendschön und lässt sich mit aufs Schloss nehmen. Hans nimmt seine echte Prinzessin in die Arme und lächelt der Fee zum Abschied zu.

## Produktionsnotizen
Die Erstausstrahlung erfolgte am 25. Dezember 1989 im Fernsehen der DDR.

## Kritik
Filmdienst.de stellt ohne große Wertung fest: „Konventioneller Märchenfilm nach der Vorlage von Hans Christian Andersen“